# Amra Sadiković
Amra Sadiković (Prilep, 6 maggio 1989) è una tennista macedone naturalizzata svizzera.

## Carriera
Vincitrice di otto titoli nel singolare e quindici titoli nel doppio nel circuito ITF, il 18 luglio 2016 ha raggiunto la sua migliore posizione nel singolare WTA piazzandosi al 126º posto. Il 2 gennaio 2017 ha raggiunto il miglior piazzamento mondiale nel doppio alla posizione nº 133.
Amra Sadiković ha un bilancio di vittorie e sconfitte di 7-7 in Fed Cup per la Svizzera.